# 大山铺站
大山铺站，是位于四川省自贡市大安区大山铺镇的一个铁路车站，邮政编码643000，有内昆铁路经过该站。车站及其上下行区间均已电气化。车站距离自贡站9公里，隶属中国铁路成都局集团有限公司内江车务段，现办理客运业务，每日有一对慢车停靠，是五等站。有一个侧式站台，三条股道。